# Алексеев, Михаил Валерьевич
Михаи́л Вале́рьевич Алексе́ев (7 августа 1995, Пыть-Ях) — российский боксёр-профессионал, представитель второй полулёгкой весовой категории. Выступает на профессиональном уровне начиная с 2015 года, чемпион мира среди молодёжи по версии ВБО.

## Биография
Михаил Алексеев родился 7 августа 1995 года в городе Пыть-Ях Ханты-Мансийского автономного округа. В возрасте десяти лет начал заниматься акробатикой, так как хотел быть гибким, но затем по примеру двоюродного брата сделал выбор в пользу бокса.

### Любительская карьера
В 2012 году принял участие в юниорском чемпионате России в Кемерово, но сумел дойти здесь лишь до стадии 1/8 финала, проиграв со счётом 8:16 Владимиру Толочкину. На молодёжном всероссийском первенстве 2014 года в Элисте так же дошёл до 1/8 финала, потерпев поражение со счётом 0:3 от Габила Мамедова. Выполнил норматив мастера спорта России. По собственному признанию, покинул любительский бокс по той причине, что пропал интерес к нему, и захотелось попробовать себя среди профессионалов.

### Профессиональная карьера
В 2015 году познакомился с известным российским промоутором Алексеем Титовым и подписал контракт с его промоуторской компанией Titov Boxing Promotions, после чего переехал на постоянное жительство в Екатеринбург и в апреле дебютировал на профессиональном уровне. В дебютном поединке сразу встретился с довольно сильным соперником Марком Урвановым и по итогам четырёх раундов сумел выиграть у него единогласным решением судей (впоследствии Урванов одержал двенадцать побед подряд).
Алексеев довольно часто выходил на ринг, и к концу года в его послужном списке было уже шесть побед, хотя уровень оппозиции оставался не очень высоким. В марте 2016 года он досрочно победил Евгения Тарабукина и в мае благодаря череде удачных выступлений удостоился права оспорить вакантный титул чемпиона мира среди молодёжи по версии Всемирной боксёрской организации — другим претендентом стал непобеждённый филиппинец Ромеро Дуно, бой между ними продлился все восемь раундов, и в конечном счёте Алексеев победил единогласным судейским решением со значительным перевесом, забрав тем самым чемпионский пояс себе.
На конец 2016 года запланирован бой между Михаилом Алексеевым и казахом Миржаном Жаксылыковым, при этом на кону будет стоять принадлежащий Жаксылыкову титул серебряного чемпиона Азии по версии Всемирного боксёрского совета.

## Статистика в профессиональном боксе
В таблице перечислены результаты всех поединков боксёров.
В каждой строке указан результат поединка. Дополнительно номер поединка обозначен цветом, который обозначает итог поединка. Расшифровка обозначений и цветов представлена в нижеследующей таблице.
| Пример | Расшифровка                     |
| ------ | ------------------------------- |
|        | Победа                          |
|        | Ничья                           |
|        | Поражение                       |
|        | Планируемый поединок            |
|        | Поединок признан несостоявшимся |
| КО     | Нокаут                          |
| ТКО    | Технический нокаут              |
| PTS    | Решение судей (по очкам)        |
| UD     | Единогласное решение судей      |
| MD     | Решение большинства судей       |
| SD     | Раздельное решение судей        |
| RTD    | Отказ от продолжения боя        |
| DQ     | Дисквалификация                 |
| NC     | Поединок признан несостоявшимся |

| 13 | 13 июля 2019     | Ролдан Алдеа (13-7-1)          | Академия единоборств РМК, Екатеринбург, Россия | KO8 1:41, (8) | Турнир RCC Boxing Promotions.            |
| 12 | 22 апреля 2018   | Серхио Маурисио Гиль (19-10-2) | ДИВС, Екатеринбург, Россия                     | UD8 (8)       |                                          |
| 11 | 9 сентября 2017  | Малкольм Классен (33-6-2)      | Трактор, Челябинск, Россия                     | UD10 (10)     | Выиграл титул WBA Asia East.             |
| 10 | 5 мая 2017       | Сальвадор Брисено (8-1-0)      | ДИВС, Екатеринбург, Россия                     | UD8 (8)       | Защитил титул WBO Youth.                 |
| 9  | 18 ноября 2016   | Миржан Жаксылыков (10-1-0)     | ДИВС, Екатеринбург, Россия                     | RTD8 (10)     | Выиграл титул WBC Asian Silver.          |
| 8  | 6 мая 2016       | Ромеро Дуно (9-0-0)            | ДИВС, Екатеринбург, Россия                     | UD8 (8)       | Выиграл вакантный титул WBO Youth.       |
| 7  | 5 марта 2016     | Евгений Тарабукин (2-3-0)      | Дворец спорта, Белоярский, Россия              | RTD3 (10)     |                                          |
| 6  | 6 декабря 2015   | Фазлиддин Исмонов (0-5-0)      | Стрелка, Пермь, Россия                         | TKO3 (8)      | Исмонов был в нокдауне в третьем раунде. |
| 5  | 13 ноября 2015   | Мусаиб Асадов (1-2-0)          | Дворец культуры ПНТЗ, Первоуральск, Россия     | UD8 (8)       |                                          |
| 4  | 26 сентября 2015 | Турал Гарашов (1-1-1)          | Арена, Екатеринбург, Россия                    | UD6 (6)       |                                          |
| 3  | 30 июля 2015     | Роман Блохин (0-2-0)           | Амбар, Тольятти, Россия                        | UD4 (4)       |                                          |
| 2  | 12 июня 2015     | Никита Останин (дебют)         | Арена, Екатеринбург, Россия                    | TKO2 (4)      |                                          |
| 1  | 24 апреля 2015   | Марк Урванов (дебют)           | Водолей, Екатеринбург, Россия                  | UD4 (4)       | Профессиональный дебют Алексеева.        |